# Sea Organization
La Sea Organization (o Sea Org) è una organizzazione istituita nel 1968 da L. Ron Hubbard come braccio amministrativo di Scientology. Tale organizzazione comprende i funzionari più zelanti di Scientology e i suoi membri vengono reclutati sia tra i dirigenti di Scientology stessa sia nelle singole Org (cioè le singole chiese di Scientology nel mondo). Solo i membri della Sea Org accedono alle posizioni più alte di Scientology.
Scientology afferma che la Sea Organization (Organizzazione del Mare) è un ordine religioso formato da persone che hanno deciso di dedicare la loro esistenza al raggiungimento delle mete dell'organizzazione. Chi si unisce alla organizzazione sa di entrare a far parte di una sorta di ordine religioso, con precise regole, simili a quelli degli ordini monastici cristiani e buddisti. Di fatto i membri vivono in comunità, dormono assieme (le coppie sposate hanno una loro camera), mangiano assieme e lavorano assieme, come in un monastero o convento. I membri costituiscono il clero regolare – cioè che ha regole – di Scientology. e svolgono una funzione simile a quella di un ordine monastico in altre religioni.
I membri della Sea Org vestono uniformi tipiche della Marina, la stessa organizzazione viene descritta come paramilitare o anche come una forza militare privata. Secondo alcune fonti critiche la Sea Org rappresenterebbe il plotone degli "ufficiali leali" che resistettero alla forza distruttiva di Xenu, il regnante galattico che secondo Hubbard, con l'ausilio degli psichiatri, fu responsabile del plagio ipnotico di massa avvenuto 75 milioni di anni fa.

## Storia
Il 1º settembre 1966, Ron Hubbard rassegnò ufficialmente le dimissioni dalla direzione di Scientology. Egli quindi diede vita al "Sea Project" che avrebbe dovuto assisterlo nei test di ricerca riguardanti i ricordi di vite passate. Fu chiamato "sea project" poiché aveva come base una nave ed era inteso come un progetto temporaneo. Esso fu realizzato con un piccolo gruppo di scientologist. All'inizio del 1967, vedendo Scientology in una fase di declino, Hubbard riprese la direzione di Scientology e riprendendo coloro che erano stati impiegati nel sea project dichiarò che essi diventano una organizzazione permanente denominata "Sea Organization" o "Sea Org". Hubbard si autonominò commodoro e organizzò la "Sea Org" con gradi e uniformi simili a quelli della marina statunitense; la Sea Org divenne così il principale bacino di reclutamento per il più alto management di Scientology. Essa operò per otto anni nel mar Mediterraneo.
Nel 1975, venduta la nave che faceva da base, l'organizzazione si spostò sulla terra ferma. Nel 1987 fu comprata una nuova nave denominata "La Bohème" e successivamente rinominata "Freewinds". Sulla Freewinds vengono formati i più alti livelli di Scientology. La Freewinds, costruita prima del 1970, non è mai stata bonificata dall'amianto delle sue strutture. La Sea Org ha come obiettivo il "rendere etico il pianeta" (dove il concetto di etica scientologa è diverso dall'accezione comune). Altro obiettivo della Sea Org è la salvaguardia dei livelli avanzati di Scientology. Scientology definisce la Sea Org come una confraternita religiosa costituita all'interno della struttura ufficiale della Chiesa; non dispone di una struttura o di una identità organizzativa separata.

## Struttura
I membri della Sea Org firmano un contratto di prestazione d'opera con l'organizzazione della durata simbolica di 1 miliardo di anni. I membri della Sea Org, in accordo con la dottrina di Scientology, ritengono che ritorneranno alla Sea Org una volta reincarnati. Il motto della Sea Org è "Revenimus" o "Noi siamo tornati". Scientology afferma che il contratto ha valore puramente simbolico e che i membri sono liberi di lasciare la Sea Org quando vogliono. Tuttavia numerosi ex membri della Sea Org hanno testimoniato la estrema difficoltà nel lasciare l'organizzazione. Coloro che infatti intendono lasciare devono pagare (cosiddetta "Freeloader's bill") tutti i servizi di auditing e i corsi che hanno ricevuto e seguito.
Alla maggior parte dei membri della Sea Org è data una stanza, vitto e una piccola paga settimanale di 24 dollari (in alcune fonti si parla di 75 dollari o di 50 dollari.

## La vita, il matrimonio e la famiglia in Sea Org
Il matrimonio e il crearsi una famiglia in Sea Org è fortemente scoraggiato poiché distraggono dal servire Scientology. Esistono numerosi racconti di donne cresciute in Sea Org nei quali si afferma che esse erano invitate ad abortire in caso di gravidanza così da non essere spedite nei posti più bassi dell'organizzazione. Tuttavia Scientology presenta se stessa come una religione pro-life attiva contro la pratica dell'aborto.